# Giovanni Reyna
Giovanni Alejandro Reyna  (Sunderland, 2002. november 13. –) amerikai válogatott labdarúgó, az angol Nottingham Forest játékosa kölcsönben a német Borussia Dortmund csapatától.

## Pályafutása

### Klubcsapatban

#### Korai évei
Sunderland-ben született, 2015-ben csatlakozott a New York City FC akadémia csapatához, aztán 2019-ben Németországba tette át székhelyét a patináns Borussia Dortmund klubhoz.

#### Borussia Dortmund
2019. december 7-én nevezték először a nagycsapatba, a bajnokság 14. fordulójában. 
2020. január 18-án csereként debütált, a 72. játékpercben Thorgan Hazard-ot váltva, az FC Augsburg elleni győzelemre végződő mérkőzésen.
Ezzel egy rekordot is megdőntött, ő lett a legfiatalabb amerikai, aki pályára lépett a Bundesligaban 17 évesen és 66 naposan, Christian Pulisic rekordját előzte meg.
2020. február 4-én debütált a német kupasorozatban is, Werder Bremen elleni 3–2-re elvesztett mérkőzésen, a 66. percben Dan-Axel Zagadou-t váltotta, majd 12 perccel később megszerezte profi pályafutása elő gólját. Ezzel a találattal ő lett a német kupasorozat legfiatalabb gólszerzője.
Február 18-án minden idők harmadik legfiatalabb játékosként debütált 17 évesen és 97 naposan a Bajnokok ligája kiesési szakaszában, a 67. percben ugyancsak Thorgan Hazard-ot váltva... Majd a 77. percben csapata második góljánál egy asszisztot is kiosztott, melyet Erling Haaland értékesített.
2024. január 31-én 2026. június 30-ig meghosszabbította szerződését a klubbal, majd kölcsönbe került.

#### Nottingham Forest (kölcsönben)
2024. január 31-én a 2023–24-es szezon végéig kölcsönbe került az angol Nottingham Forest csapatához. Február 4-én mutatkozott be az angol első osztályban a Bournemouth ellen 1–1-re végződő mérkőzés 78. percében Anthony Elanga cseréjeként.

### A válogatottban
2020. november 3-án megkapta első felnőtt válogatott meghívóját, a Wales és a Panama elleni barátságos mérkőzésekre. 
November 12-én az első mérkőzésén, 79 percet kapott a Wales elleni idegenbeli 0–0-s találkozón. Majd négy nappal később egy 6–2-s  Panama elleni Ausztriában tartott találkozón, a 18. percben megszerezte szabadrúgásból az első gólját. Szóval 18 évesen és 3 naposan minden idők harmadik legfiatalabb gólszerzője lett, a felnőtt-válogatottban.

## Magánélete
Édesapja Claudio Reyna korábbi labdarúgó, édesanyja Danielle Egan szintén egy profi női labdarúgó volt. Nevét apja volt Rangers csapatára, Giovanni van Bronckhorst után kapta.

## Statisztika

### A válogatottban
| Válogatott       | Év       | Pályára lépés | Gól |
| ---------------- | -------- | ------------- | --- |
| Egyesült Államok | 2020     | 2             | 1   |
| Egyesült Államok | 2021     | 7             | 3   |
| Egyesült Államok | 2022     | 7             | 0   |
| Egyesült Államok | 2023     | 8             | 3   |
| Egyesült Államok | 2024     | 2             | 1   |
| Összesen         | Összesen | 26            | 8   |

#### Góljai a válogatottban
| # | Időpont            | Helyszín                                                      | Ellenfél           | Gólok | Eredmény | Kiírás                                |
| - | ------------------ | ------------------------------------------------------------- | ------------------ | ----- | -------- | ------------------------------------- |
| 1 | 2020. november 16. | Stadion Wiener Neustadt, Bécsújhely, Ausztria                 | Panama             | 1–1   | 6–2      | Barátságos mérkőzés                   |
| 2 | 2021. március 28.  | Windsor Park, Belfast, Észak-Írország                         | Észak-Írország     | 1–0   | 2–1      | Barátságos mérkőzés                   |
| 3 | 2021. június 6.    | Empower Field at Mile High, Denver, Amerikai Egyesült Államok | Mexikó             | 1–1   | 3–2      | 2019–2020-as CONCACAF-nemzetek ligája |
| 4 | 2021. június 9.    | Rio Tinto Stadion, Sandy, Amerikai Egyesült Államok           | Costa Rica         | 4–0   | 4–0      | Barátságos mérkőzés                   |
| 5 | 2023. október 17.  | Geodis Park, Nashville, Amerikai Egyesült Államok             | Ghána              | 1–0   | 4–0      | Barátságos mérkőzés                   |
| 6 | 2023. október 17.  | Geodis Park, Nashville, Amerikai Egyesült Államok             | Ghána              | 4–0   | 4–0      | Barátságos mérkőzés                   |
| 7 | 2023. november 16. | Q2 Stadium, Austin, Amerikai Egyesült Államok                 | Trinidad és Tobago | 3–0   | 3–0      | 2023–2024-es CONCACAF Nemzetek ligája |
| 8 | 2024. március 24.  | AT&T Stadion, Arlington, Amerikai Egyesült Államok            | Mexikó             | 2–0   | 2–0      | 2023–2024-es CONCACAF Nemzetek ligája |

## Sikerei, díjai
Borussia Dortmund
- Német kupa
  - Győztes (1): 2020–21

Amerikai válogatott
- CONCACAF Nemzetek ligája
  - Győztes (3): 2019–20, 2022–23,  2023–24